# Ostrów-Kania
Ostrów-Kania es un pueblo de Polonia, en Mazovia.  Se encuentra en el distrito (Gmina) de Dębe Wielkie, perteneciente al condado (Powiat) de Mińsk. Se encuentra aproximadamente a 2 kilómetros  al noroeste de Dębe Wielkie, a 10 km al oeste de Mińsk Mazowiecki, y a 30 km  al este de Varsovia. Su población es de 160 habitantes.